# 프랑스-미국 동맹
프랑스-미국 동맹(영어: Franco-American alliance)은 미국 독립 전쟁 중인 1778년 프랑스 왕국과 미국 간에 맺어진 군사 동맹이었다. 1778년 동맹 조약으로 공식화된 이 동맹은 프랑스가 경쟁국인 영국과의 분쟁에서 미국인들에게 많은 보급품을 제공하는 군사적 협약이었다. 이후 네덜란드 공화국과 스페인 제국도 프랑스의 동맹국으로 합류했지만, 영국은 유럽 내 동맹국이 없었다. 1777년 10월 새러토가에서 미국군이 영국군을 격퇴하여 미국의 대의가 실현 가능함을 보여준 후 프랑스는 동맹을 맺었다. 프랑스는 미국의 독립 달성에 중요한 역할을 했지만, 1793년 영국과 혁명 프랑스가 다시 전쟁에 돌입하자 미국은 동맹에서 멀어졌다. 미국은 스스로 중립을 선언했다. 미국이 1795년 제이 조약을 체결하며 영국과 가까워지자 프랑스와 미국 간의 관계는 악화되었고, 이로 인해 선전포고 없는 유사전쟁으로 이어졌다. 이 동맹은 1794년까지 완전히 무효화되었고 1800년에 공식적으로 종료되었다.

## 배경
프랑스는 7년 전쟁에서 영국의 승리로 인해 깊은 경각심을 가지게 되었고, 영국이 해군 우위를 점했다고 믿었다. 1763년부터 프랑스와 동맹국인 스페인은 해군력을 재건하고, 미래 전쟁에 대비하며, 영국을 압도하고 침략하기 위한 동맹을 구축하기 시작했다. 1760년대에 아메리카 식민지에서의 문제가 심화되어 1775년 결국 영국에 대한 공개 반란으로 이어지자, 프랑스는 미국 반군이 이러한 동맹에 합류할 것을 예상하기 시작했다.
1775년 9월, 대륙회의는 외국 지원이 "의심할 여지 없이 얻을 수 있다"고 설명하며 영국에 적대적인 유럽 강대국들로부터 보급품과 지원을 구하기 시작했다. 프랑스 지도부는 "영국의 굴욕"을 추구하며 반군에게 은밀한 원조를 제공하기 시작했다. 미국 독립선언은 영국에 대항하여 유럽의 지지를 확보하는 데 필요하다고 일부에서 주장되었다. 파리에 주재하던 미국 특사 사일러스 딘은 주요 반영국 동맹과 영국 동맹국인 하노버와 포르투갈에 대한 프랑스의 침공을 제안했다.

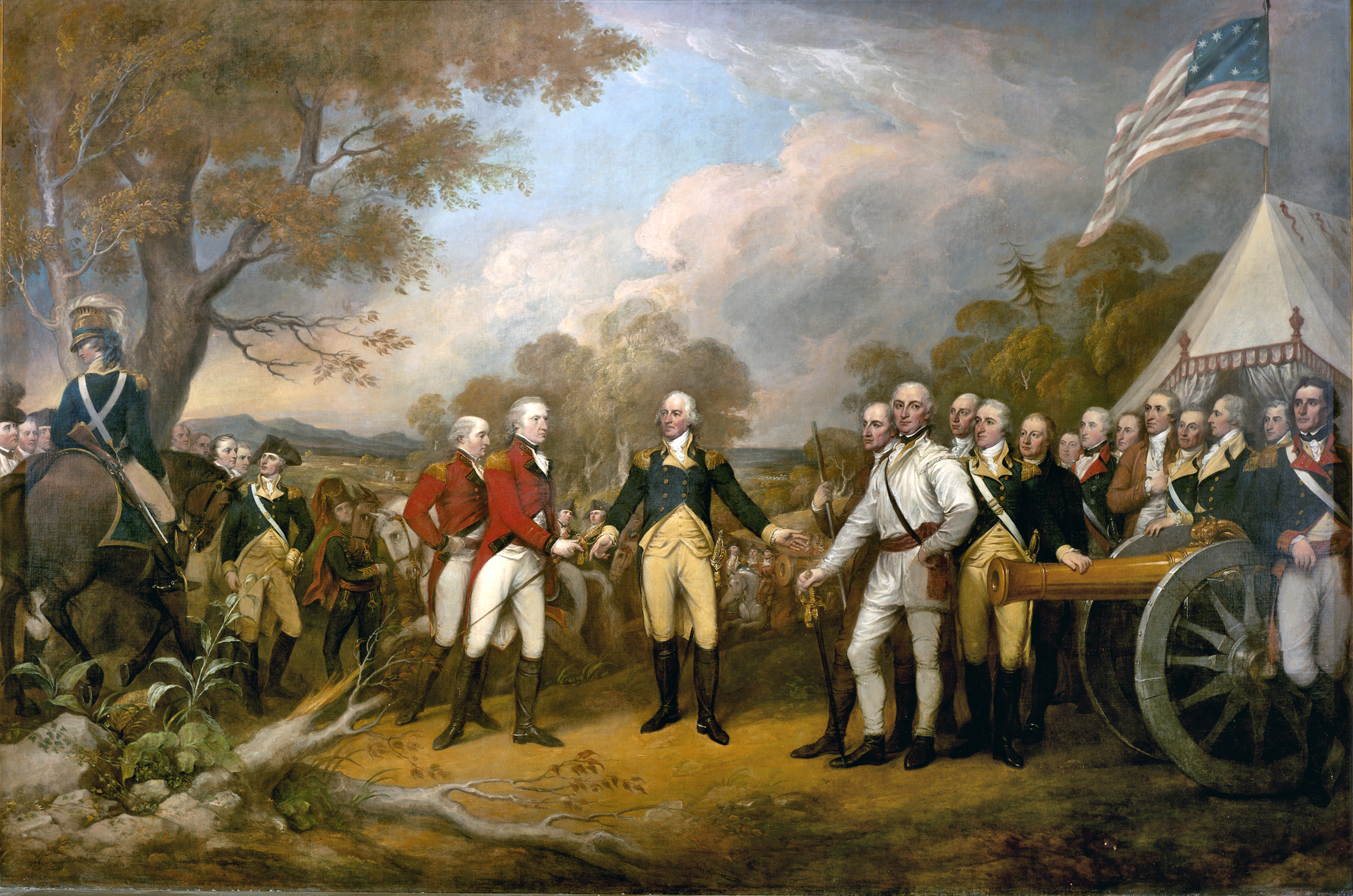
존 트럼불 (1821)의 《존 버고인 장군의 항복》은 프랑스 드 발리에르 4파운더 대포 앞에 있는 대니얼 모건 장군을 보여준다.

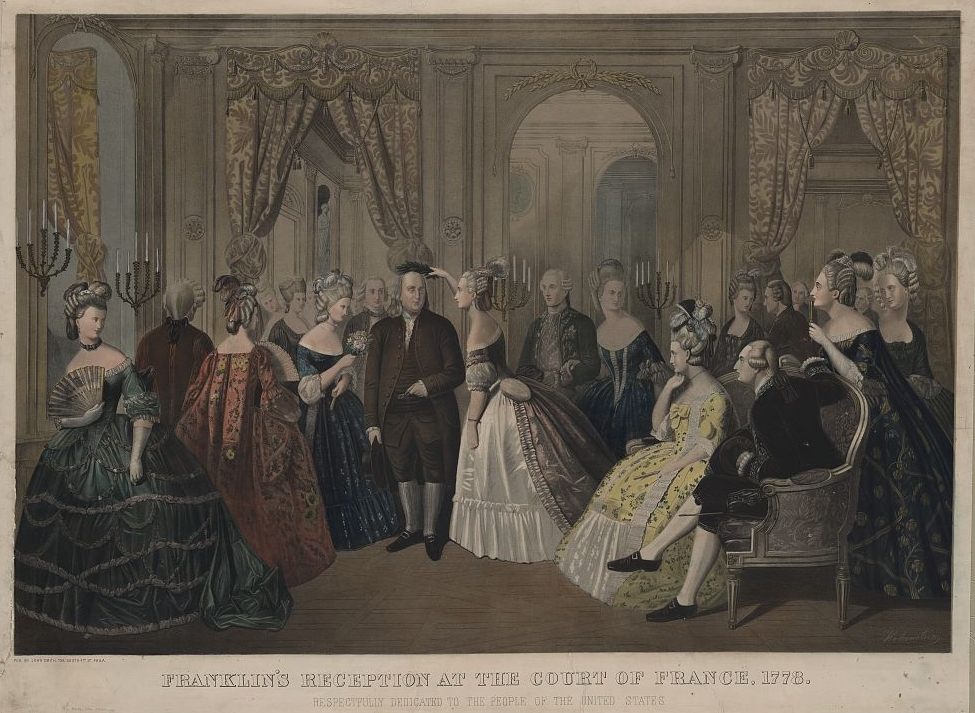
1778년 프랑스 궁정에서 환영받는 벤저민 프랭클린

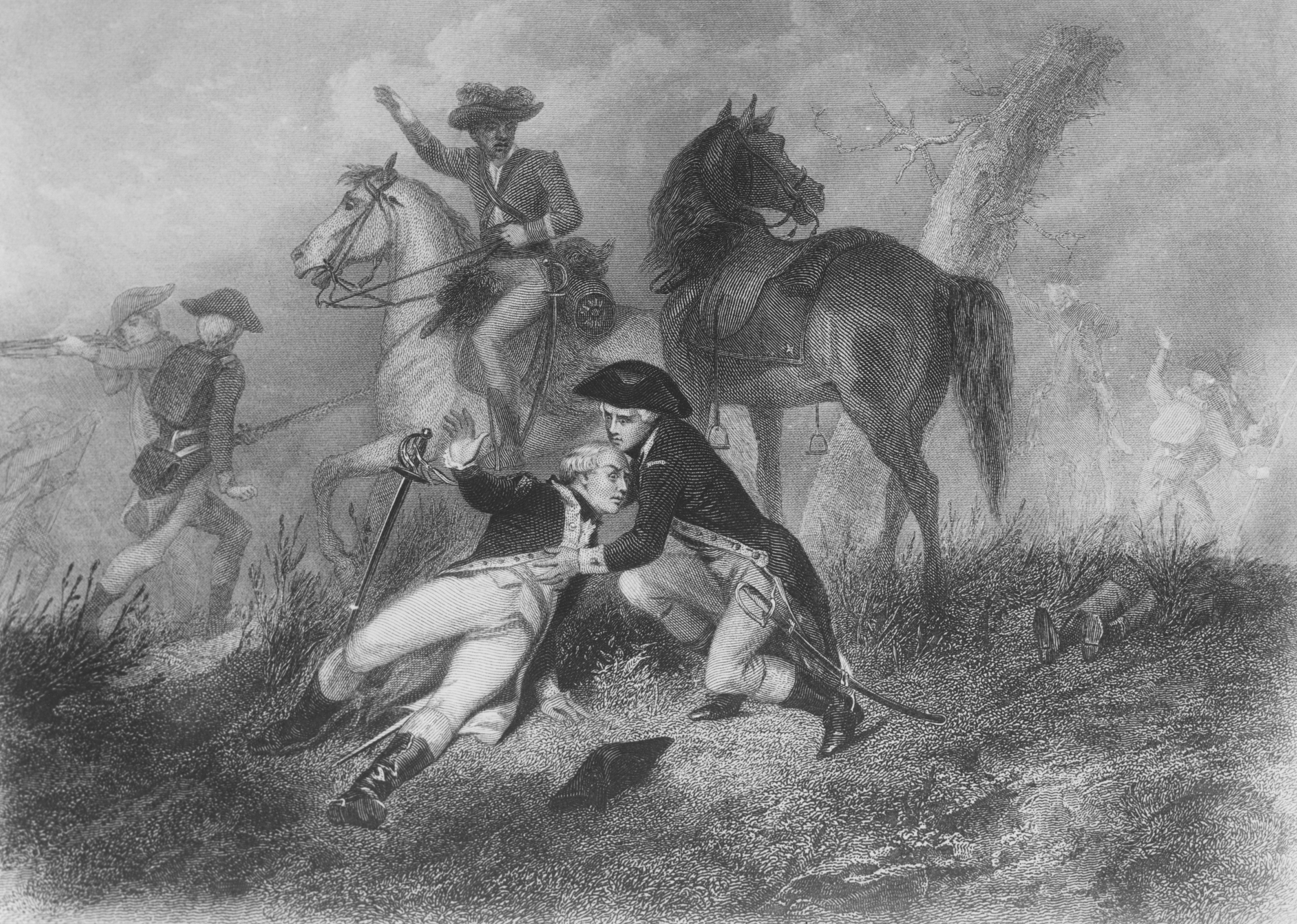
1777년 9월 브랜디와인 전투에서 부상당한 라파예트

이 동맹은 친프랑스주의자인 토머스 제퍼슨에 의해 미국에서 추진되었다. 1776년 모범 조약을 바탕으로 제퍼슨은 영국의 영향력을 약화시키기 위해 프랑스의 역할을 미국의 경제 및 군사 파트너로 장려했다.
1776년, 라투슈 트레빌은 프랑스에서 미국으로 탄약을 운반했다. 미국 독립 전쟁에서는 수많은 프랑스 보급품과 드 발리에르 유형의 총, 특히 소형 4파운더 야포가 사용되었다. 총은 프랑스에서 선적되었고, 야포 포가는 미국에서 제공되었다. 이 총들은 새러토가 전투와 요크타운 전투와 같은 전투에서 중요한 역할을 했다. 조지 워싱턴은 1777년 5월 2일 히스 장군에게 보낸 편지에서 보급품과 총에 대해 다음과 같이 썼다.
| “ | 오늘 아침에 당신의 편지를 받았는데, 포츠머스와 보스턴에 최근 도착한 기쁜 소식을 담고 있었습니다. 포병 및 기타 군수품을 실은 프랑스 전함의 도착은 매우 귀중합니다. 동부 주에서 즉시 필요하지 않은 모든 무기를 포츠머스보다 훨씬 안전한 장소인 스프링필드로 옮길 생각입니다.... 또한 의회에 편지를 보내 포츠머스에서 포병 및 기타 군수품을 즉시 옮기도록 촉구할 것입니다. 또한 최근 마르티니크에서 도착한 25개의 총 상자를 스프링필드로 보내십시오. | ” |
|   | — 조지 워싱턴이 히스 장군에게 보낸 편지, 1777년 5월 2일. |   |

1777년 6월 13일, 질베르 뒤 모티에 드 라파예트 후작은 미국에 도착하여 대륙육군에서 소장으로 워싱턴과 합류했다. 그는 브랜디와인 전투에 참가하여 부상을 입었고, 나중에 로드아일랜드 전투에서 복무했다. 라파예트는 전쟁 중 미국 대의를 위한 더 많은 지원을 주장하기 위해 프랑스로 돌아갈 것이었다.

## 동맹 조약
이 동맹은 벤저민 프랭클린에 의해 공식적으로 협상되었지만, 새러토가 전투에서의 미국 승리 소식이 프랑스에 도착한 후에야 느리게 진행되었다. 1778년 2월 6일, 두 개의 조약이 체결되었다. 첫 번째는 미국-프랑스 우호 통상 조약으로, 미국의 독립을 인정하고 양국 간의 상업 관계를 수립했다. 두 번째 조약인 1778년 동맹 조약은 군사 동맹이었고, 상업 조약 서명으로 인해 영국과의 전투가 발생할 경우를 대비한 보험으로 즉시 체결되었다. 이 동맹은 프랑스 육군, 해군, 재무부의 공개적인 지원을 제공했으며, 미국은 "현재부터 영원히, 다른 모든 세력에 대항하여 (...) 프랑스 왕실의 현재 아메리카 영토"를 보장해야 한다고 명시했다. 이는 아메리카에서 프랑스 영토를 늘리지 않겠다는 약속과 교환되었다.

## 작전

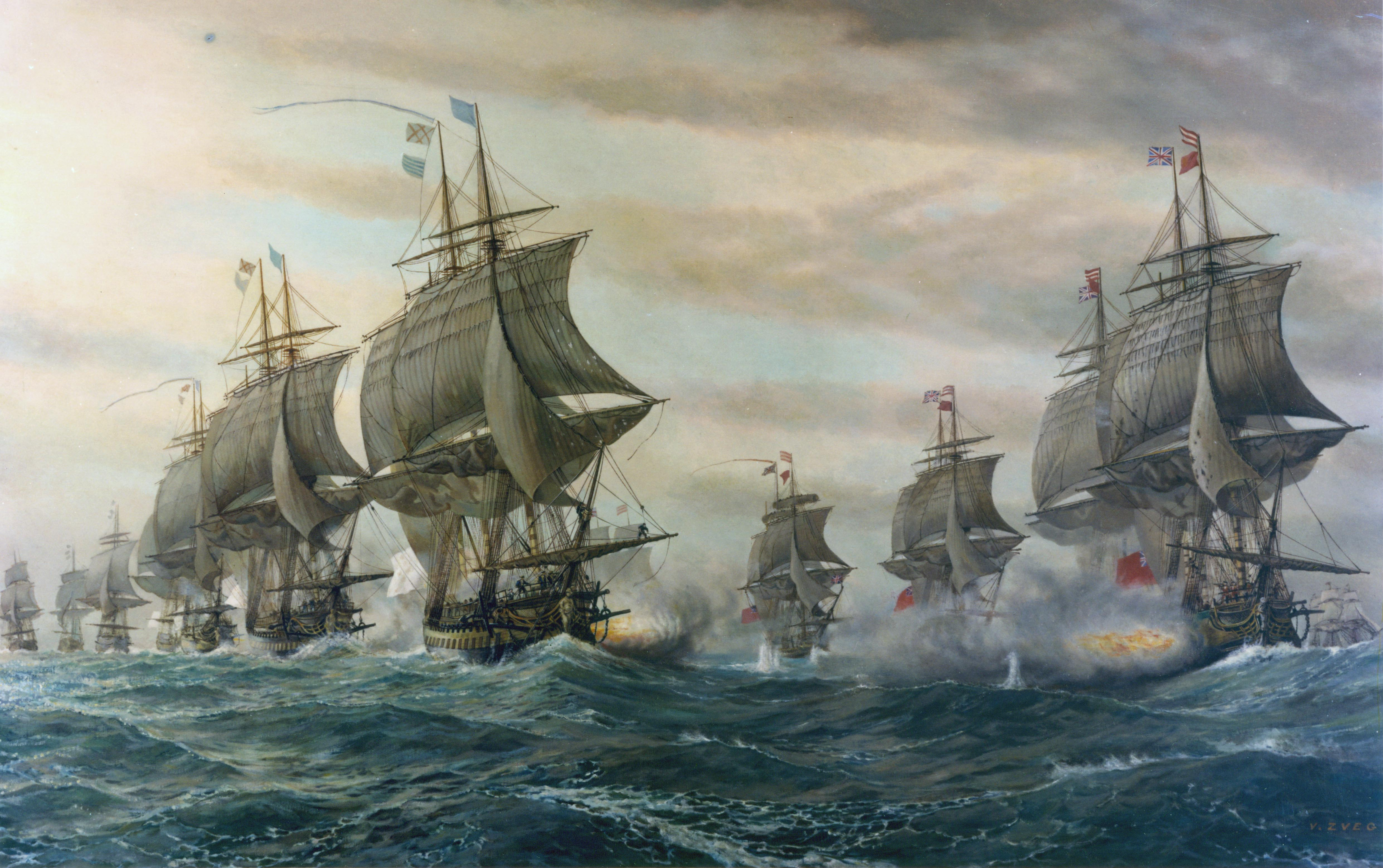
1781년 체사피크만 해전의 프랑스 해군 전열함.

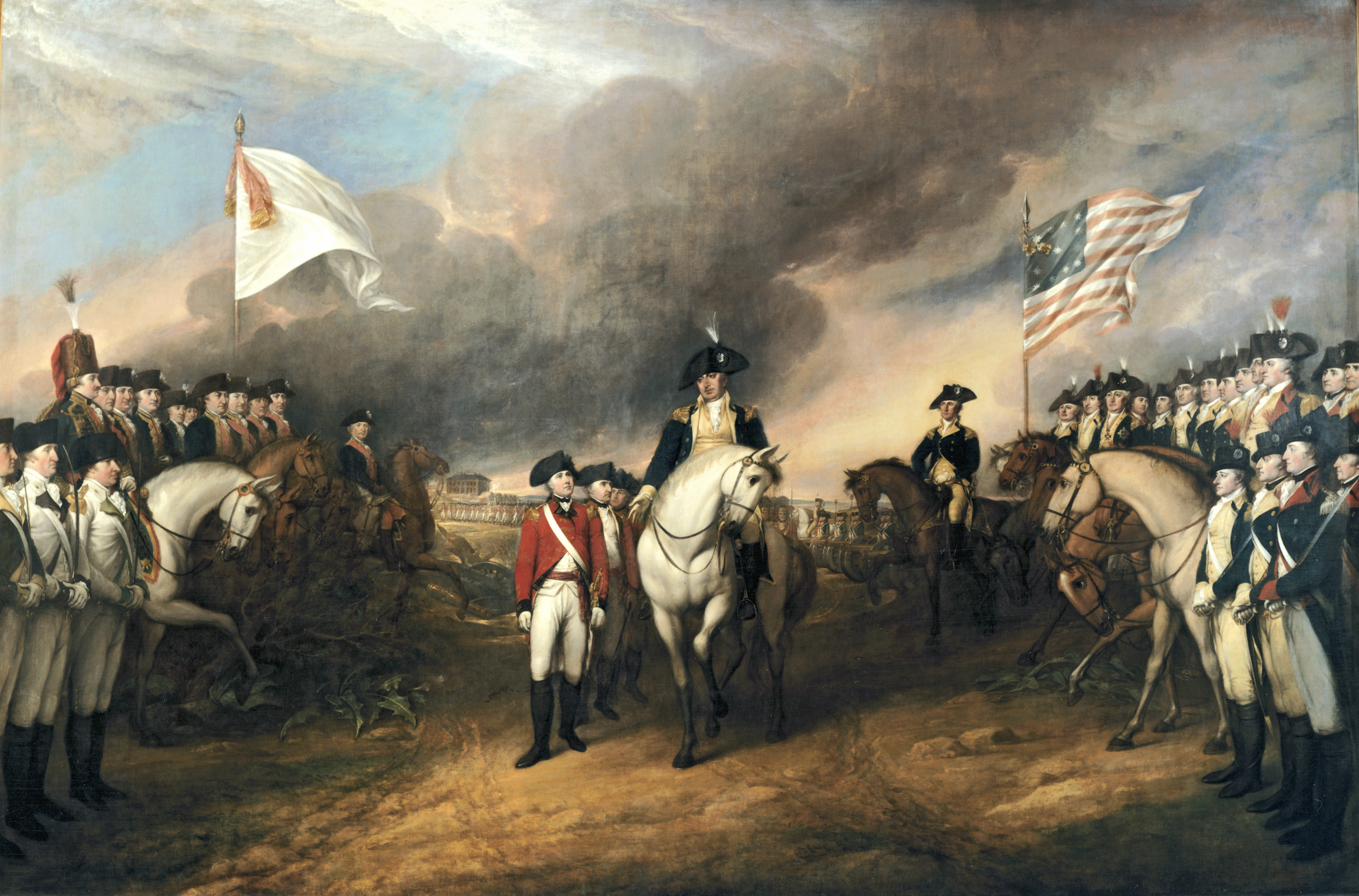
1781년 요크타운 전투에서 프랑스군(왼쪽)과 미국군(오른쪽)에게 콘월리스 경이 항복하는 모습.

미국과 프랑스의 연합 전력은 영국에 대한 승리를 거의 보장했다. 프랑스는 미국 독립 전쟁을 성공적으로 지원하여, 로샹보, 라파예트, 드 그라스, 쉬프렌의 개입을 통해 영국을 축출하고 미국 독립을 인정받았다.

### 유럽 전선
해전은 1778년 7월 제1차 위산 해전으로 유럽 해역에서 시작되었고, 1779년 함대에 의한 영국 침공 시도로 이어졌다.

### 제1차 아메리카 전역
1778년 여름, 프랑스 제독 데스탱은 12척의 전열함과 14척의 프리깃으로 구성된 함대와 보병 증원군을 이끌고 전쟁에 참전했다. 뉴욕 외곽에서 리처드 하우의 열세인 영국군을 공격하지 않기로 결정한 후, 프랑스 함대는 로드아일랜드주로 항해하여 뉴포트 공격에 참여할 예정이었다.
1779년 7월 6일, 그는 바이런 제독에 대항하여 그레나다 전투에서 성공적으로 싸웠으나, 1779년 9월 사바나 포위전에서는 실패하고 프랑스로 돌아왔다. 전투는 1780년 4월 기셴과 로드니 제독 간의 마르티니크 전투로 이어졌다.

### 제2차 아메리카 전역

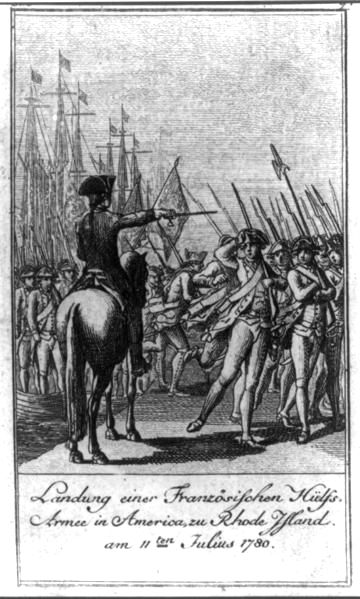
1780년 7월 11일 로샹보 백작 장바티스트 도나티앵 드 비뫼르의 지휘 아래 뉴포트 (로드아일랜드주)에 상륙하는 프랑스 보조군.

1780년, 로샹보는 함대와 6,000명의 프랑스군을 이끌고 조지 워싱턴 휘하의 대륙육군과 합류하기 위해 "Expédition Particulière"의 일환으로 7월 10일 뉴포트 (로드아일랜드주)에 상륙했다. 오하이오 계곡에서는 프랑스계 미국인들이 1780년 오귀스탱 드 라 발름 휘하의 Kekionga 전투처럼 아메리카 원주민 부대와도 협력했다.
프랑스 해군은 미국 측을 지원하는 데 결정적인 역할을 했다. 이는 미국군이 강력한 영국 왕립 해군에 거의 저항할 수 없었기 때문이다. 드 그라스 휘하의 프랑스군은 1781년 체사피크만 해전에서 영국 함대를 격파하여, 프랑스-미국 지상군이 혁명 전쟁의 마지막 주요 지상 전투인 요크타운 전투에서 승리할 수 있도록 보장했다. 영국군은 1781년 요크타운에서 미국-프랑스 연합군에 항복했다.
프랑스는 1782년 안틸레스 전쟁에서도 영국에 대항하여 계속 싸웠다.

## 인도 전역

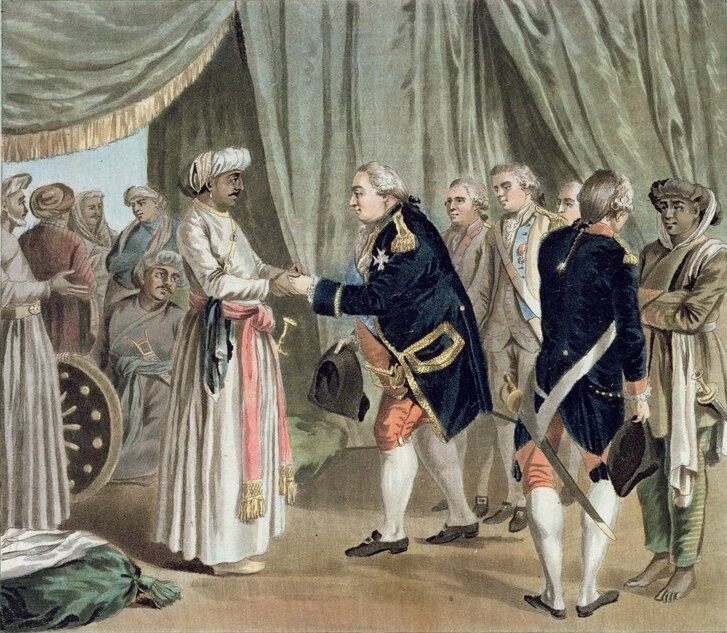
1782년 인도 동맹국 하이데르 알리와 함께 있는 쉬프렌.

프랑스는 인도에 있는 영국 영토를 공격하여 영국에 대항하는 전쟁 노력을 더욱 지원했다. 1782년, 루이 16세는 동맹을 페슈와 마두 라오 나라얀과 맺었다. 쉬프렌은 1782-1783년 제2차 영국-마이소르 전쟁에서 인도에 대한 영국 통치에 대항하여 하이데르 알리의 동맹이 되어 인도와 실론 해안에서 영국 함대와 싸웠다.
1782년 2월부터 1783년 6월까지 쉬프렌은 영국 제독 에드워드 휴즈 경과 싸웠고, 마이소르의 통치자들과 협력했다. 쉬프렌은 1782년 2월 17일 사드라스 해전, 4월 12일 트링코말리 근처에서 프로비디엔 해전, 7월 6일 쿠달로르 해안에서 네가파탐 해전에서 싸웠고, 그 후 쉬프렌은 트링코말리 항구를 점령하여 소규모 영국 수비대가 항복하게 만들었다. 3,000명의 프랑스군이 하이데르 알리와 협력하여 쿠달로르를 점령했다. 마지막으로 트링코말리 해전은 9월 3일 그 항구 근처에서 일어났다. 이 전투들은 미국 독립 전쟁을 포함한 프랑스-영국 분쟁의 마지막 전투로 볼 수 있으며, 1783년 평화 조약 서명으로 종료될 것이었다.

## 여파

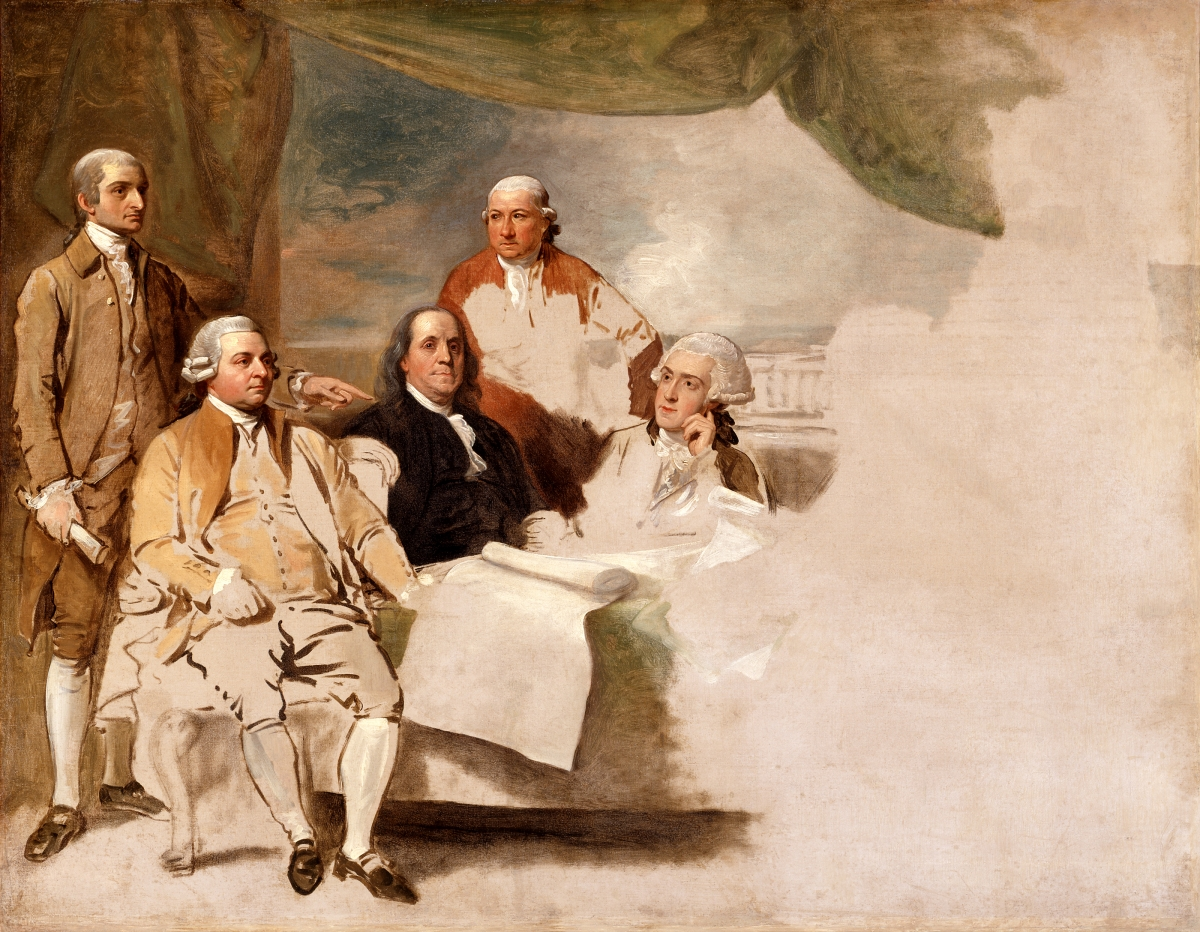
파리 조약, 벤저민 웨스트 (1783년) 작. 1783년 파리 조약의 미국 대표단을 묘사한다. 영국 대표단은 포즈 취하기를 거부했고, 그림은 완성되지 않았다.

마침내 1783년 9월 3일 파리 조약이 체결되어 영국이 미국의 독립을 인정하고 적대 행위를 종결했다.
1778년의 동맹 조약은 아메리카 대륙 내 프랑스 영토의 방어를 약속했지만, 1793년 프랑스가 카리브 제도에서 영국과 분쟁에 휘말리자마자 미국은 이를 지키지 않았다. 미국이 할 수 있었던 것은 중립을 유지하는 것뿐이었지만, 이 중립은 프랑스가 미국 항구에서 사략선을 장비하고 무장할 권리, 또는 미국에서 프랑스 노획품을 처분할 권리를 금지하는 등 부정적이었다. 이러한 주저함은 사실상 동맹의 종말을 알리는 것이었다.

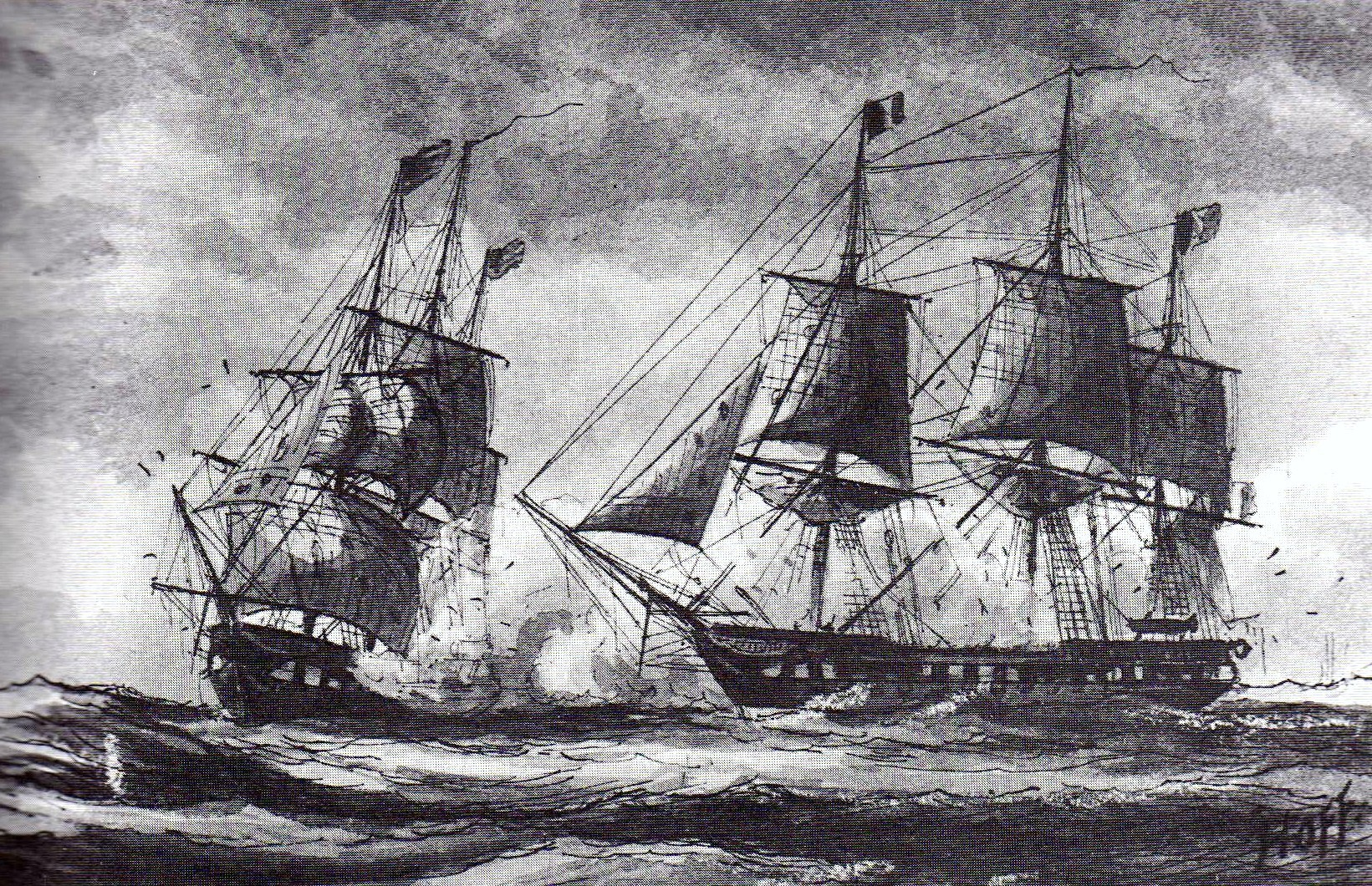
1799년 2월 9일 유사전쟁 중 USS 컨스텔레이션과 프랑스 함선 L'Insurgente 간의 해전.

미국이 1794년에 영국과 상업 조약을 체결하자, 프랑스는 미국 선박을 습격하기 시작하여 1796년에 316척의 선박을 나포했다. 1796년, 실망한 장관 피에르 아데는 "제퍼슨은 (...) 미국인이며, 따라서 그는 진심으로 우리의 친구가 될 수 없다. 미국인은 모든 유럽 민족의 타고난 적이다"라고 설명했으며, 1798년 XYZ 사건은 프랑스-미국 관계를 크게 악화시켰다.
이 사건들은 프랑스와 미국 간의 유사전쟁 (1798–1800)으로 이어졌으며, 1799년 2월 9일 네비스 섬 연안에서 USS 컨스텔레이션과 프랑스 함선 L'Insurgente 간의 해전, 그리고 1800년 2월 과들루프 연안에서 USS 컨스텔레이션과 라 벤장스 간의 해전과 같은 실제 해상 충돌이 발생했다. 이후 미국이 2천만 달러의 배상금을 지불하는 데 동의하고 프랑스가 1778년 조약에 대한 주장을 포기하는 합의가 이루어졌다.
영국은 또한 1807년 추밀원령으로 시작하여 미국 무역 및 선적에 개입하려고 시도했는데, 이는 영국, 그 동맹국, 그리고 중립국인 미국이 프랑스와 무역하는 것을 금지하는 것이었다. 미국은 이 행위가 국제법상 불법이라고 항의했으며, 이 행위는 미국과 영국 간의 적대감을 유발하여 미영 전쟁을 일으킨 기여 요인이 되었다.

## 역사적 관점
많은 역사가들은 원래 새러토가, 뉴욕주에서 영국에 대한 미국의 승리가 동맹 형성에 결정적인 요인이었다는 데 동의했다. 그러나 최근 수십 년 동안 역사가들은 동맹 형성에 대한 승리의 기여를 재고하고, 동맹을 개별 정부 이익의 필연적인 결과로 보기 시작했다.
7년 전쟁 이후, 미국 독립 혁명이 대서양 건너편에서 시작되었다. 전쟁에서 프랑스와 그 동맹국들에 대한 영국의 승리는 프랑스에게 영국 세력에 대한 취약함을 느끼게 했다. 프랑스는 미국 독립 혁명을 스스로를 강화하고 대영 제국을 약화시키는 방법으로 보았다. 처음에는 프랑스가 미국의 전쟁 노력을 부추겼지만, 미국 편에 공식적인 동맹으로 나서지는 않았다. 파리의 미국 특사들, 특히 사일러스 딘은 프랑스가 전쟁에 결코 참여하지 않을까 너무나 두려워 프랑스에 충분한 전쟁 지원이 없으면 미국이 영국과 평화 회담을 시작할 것이라고 말하려 했다.
샤를 그라비에 드 베르젠 백작은 미국이 독립을 유지하겠다고 약속하면 공식적인 조약 협상을 제안할 준비가 되어 있는 것처럼 보였다. 미국인들이 독립이 협상 불가하다고 일관되게 주장해왔기 때문에, 베르젠의 요구는 영국과의 재통일을 위협하는 그들의 전략이 프랑스의 사고에 영향을 미쳤음을 입증했다. 또한 새러토가에서의 승리가 미국, 프랑스, 영국 외교관들의 계산에 거의 영향을 미치지 않았음을 보여준다. 실제로 프랑스-미국 조약이 서명되기까지는 두 달 더 외교가 진행되었다.

## 참고 문헌
- Bemis, Samuel Flagg. The Diplomacy of the American Revolution (1935) online edition
- Brands, H. W. The First American: The Life and Times of Benjamin Franklin (2002) excerpt and text search
- Brecher, Frank W. Securing American Independence: John Jay and the French Alliance. Praeger Publishers, 2003. pp. xiv, 327 online 보관됨 2012-05-05 - 웨이백 머신
- Chartrand, René, and Back, Francis. The French Army in the American War of Independence Osprey; 1991.
- Corwin, Edward S. French Policy and the American Alliance of 1778 Archon Books; 1962.
- Dull, Jonathan R. (1975) The French Navy and American Independence: A Study of Arms and Diplomacy, 1774–1787. Princeton: Princeton University Press. ISBN 0691069204.
- Dull, Jonathan R. (1985) A Diplomatic History of the American Revolution. New Haven: Yale University Press. ISBN 0300034199.
- Kaplan, Lawrence S. "The Diplomacy of the American Revolution: the Perspective from France." Reviews in American History 1976 4(3): 385–390. ISSN 0048-7511 Fulltext in Jstor; review of Dull (1975)
- Ferling, John. "John Adams: Diplomat," William and Mary Quarterly 51 (1994): 227–52.
- Hutson, James H. John Adams and the Diplomacy of the American Revolution (1980).
- Hoffman, Ronald, and Peter J. Albert, eds. Diplomacy and Revolution: The Franco-American Alliance of 1778 (1981)
- Hoffman, Ronald, and Peter J. Albert, eds. Peace and the Peacemakers:The Treaty of Paris of 1783 (1986).
- Hudson, Ruth Strong. The Minister from France: Conrad-Alexandre Gérard, 1729–1790. Lutz, 1994. 279 pp.
- Kaplan, Lawrence S., ed. The American Revolution and "A Candid World (1977)
- Kaplan, Lawrence S. (1987). 《Entangling Alliances with None: American Foreign Policy in the Age of Jefferson》. Kent State University Press. 24쪽. ISBN 9780873383479.
- Ketchum, Richard M. Saratoga: Turning Point of America's Revolutionary War. New York: Holt Paperbacks, 1999.
- Kennett, Lee. The French Forces in America, 1780–1783. Greenwood, 1977. 188 pp.
- Lint, Gregg L. "John Adams on the Drafting of the Treaty Plan of 1776," Diplomatic History 2 (1978): 313–20.
- Perkins, James Breck. France in the American Revolution (1911) full text online
- Pritchard, James. "French Strategy and the American Revolution: a Reappraisal." Naval War College Review 1994 47(4): 83–108. ISSN 0028-1484
- Schiff, Stacy. A Great Improvisation: Franklin, France, and the Birth of America (2005)
- Simms, Brendan. Three Victories and a Defeat: The Rise and Fall of the First British Empire. Penguin Books, 2008.
- Stinchcombe, William E. The American Revolution and the French Alliance (1969)
- Tudda, Chris. "A Messiah that Will Never Come." Diplomatic History, issue 5 (November, 2008): pp. 779–810.
- Unger, Harlow Giles. Lafayette (2002) online 보관됨 2010-11-20 - 웨이백 머신

## 같이 보기
- 프랑스의 대외 관계
- 미국 독립 전쟁의 프랑스
- 7년 전쟁의 프랑스
- 프랑스-인도 동맹
- 미국 남북 전쟁의 프랑스 무기
- 미국 독립 전쟁의 프랑스 부대 목록
- 미국-프랑스 관계

## 프랑스 동맹 지휘관

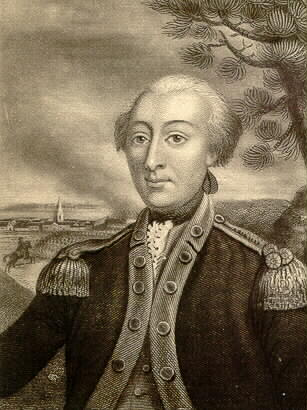
라파예트
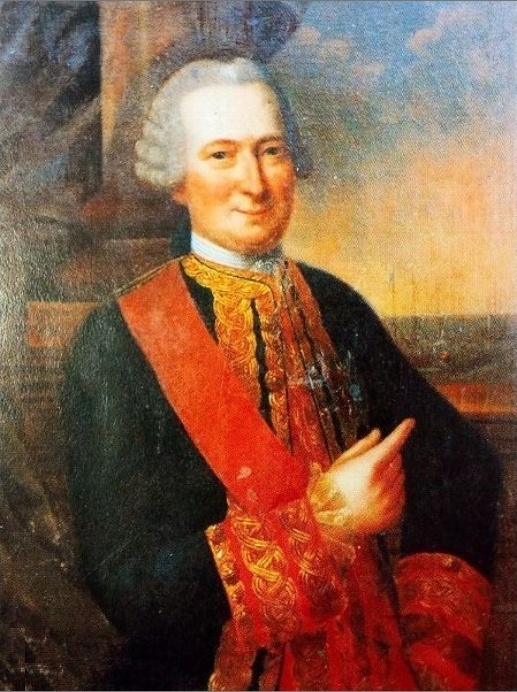
오르빌리에
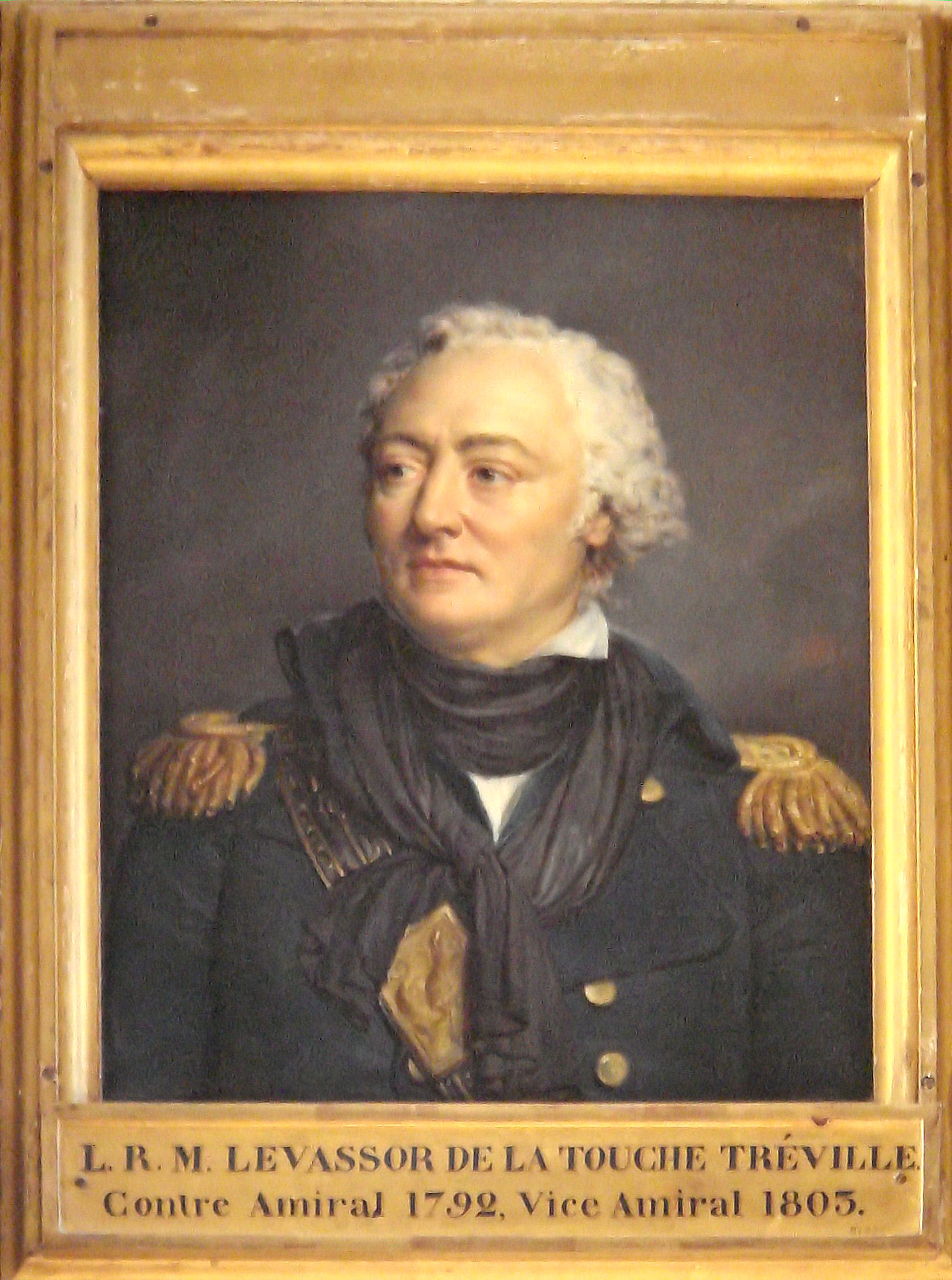
라투슈 트레빌
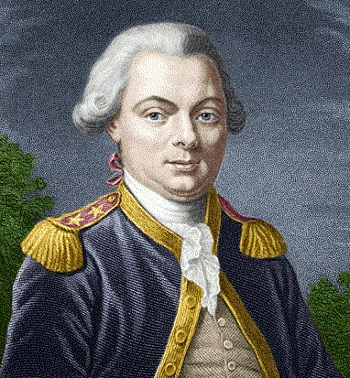
라 페루즈
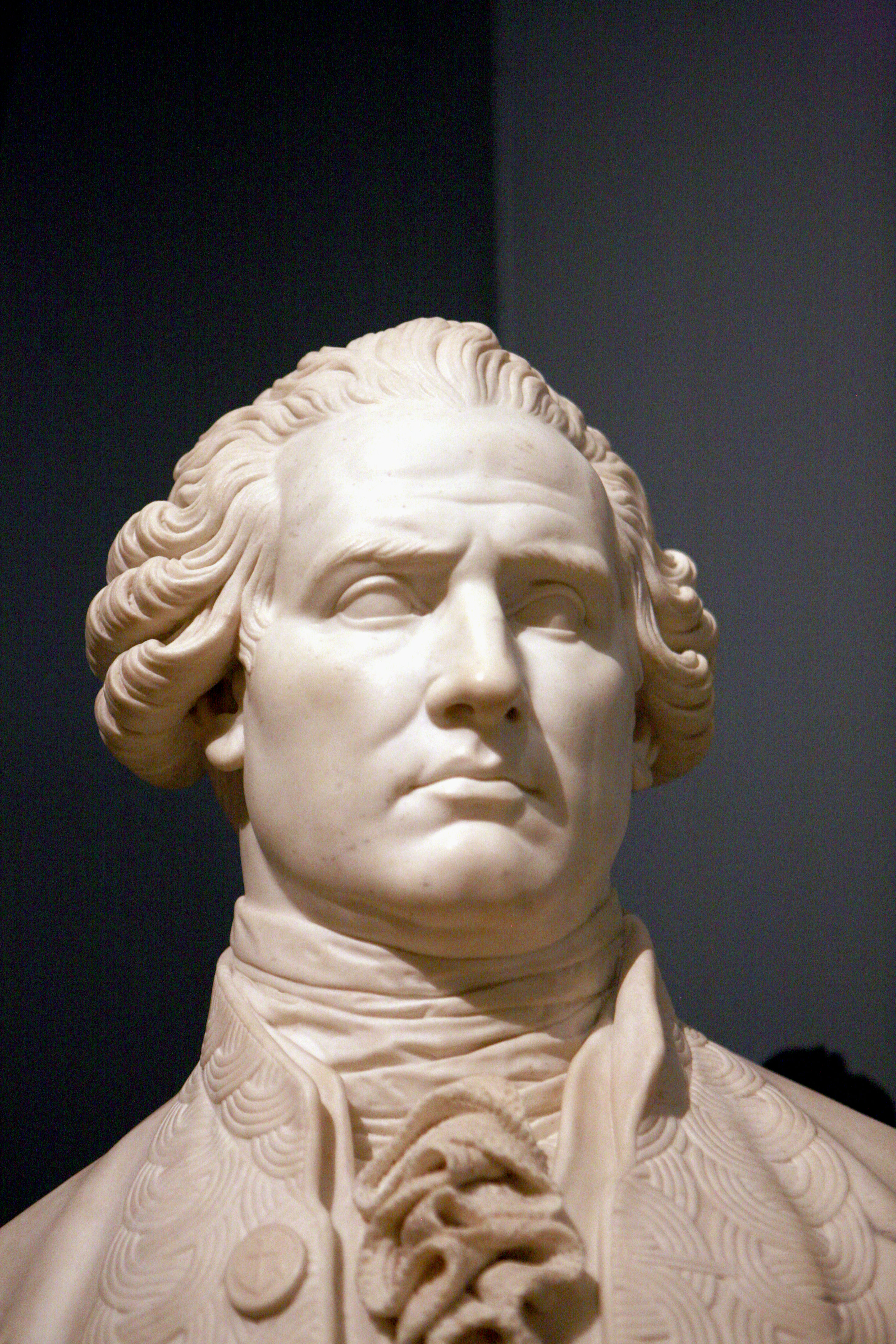
피케 드 라 모트
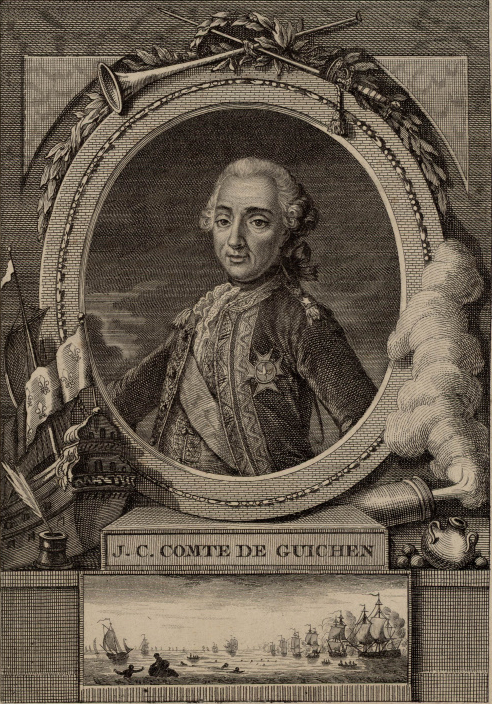
기셴
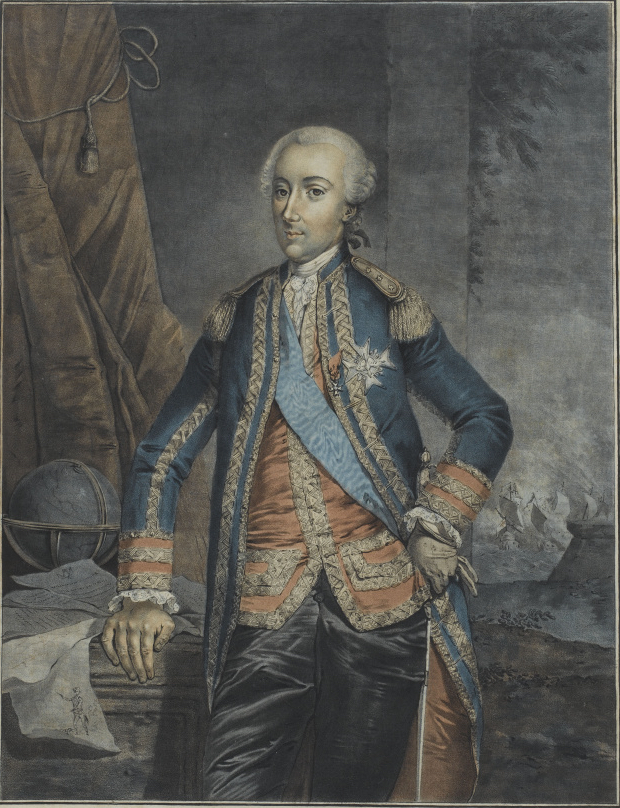
데스탱
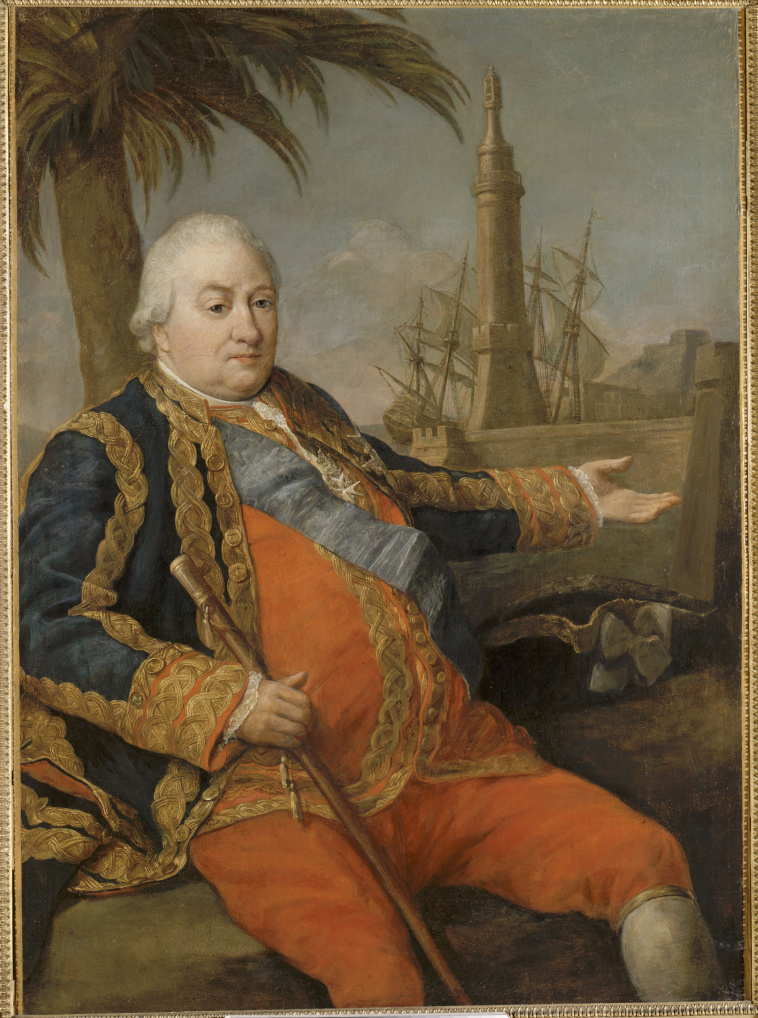
쉬프렌
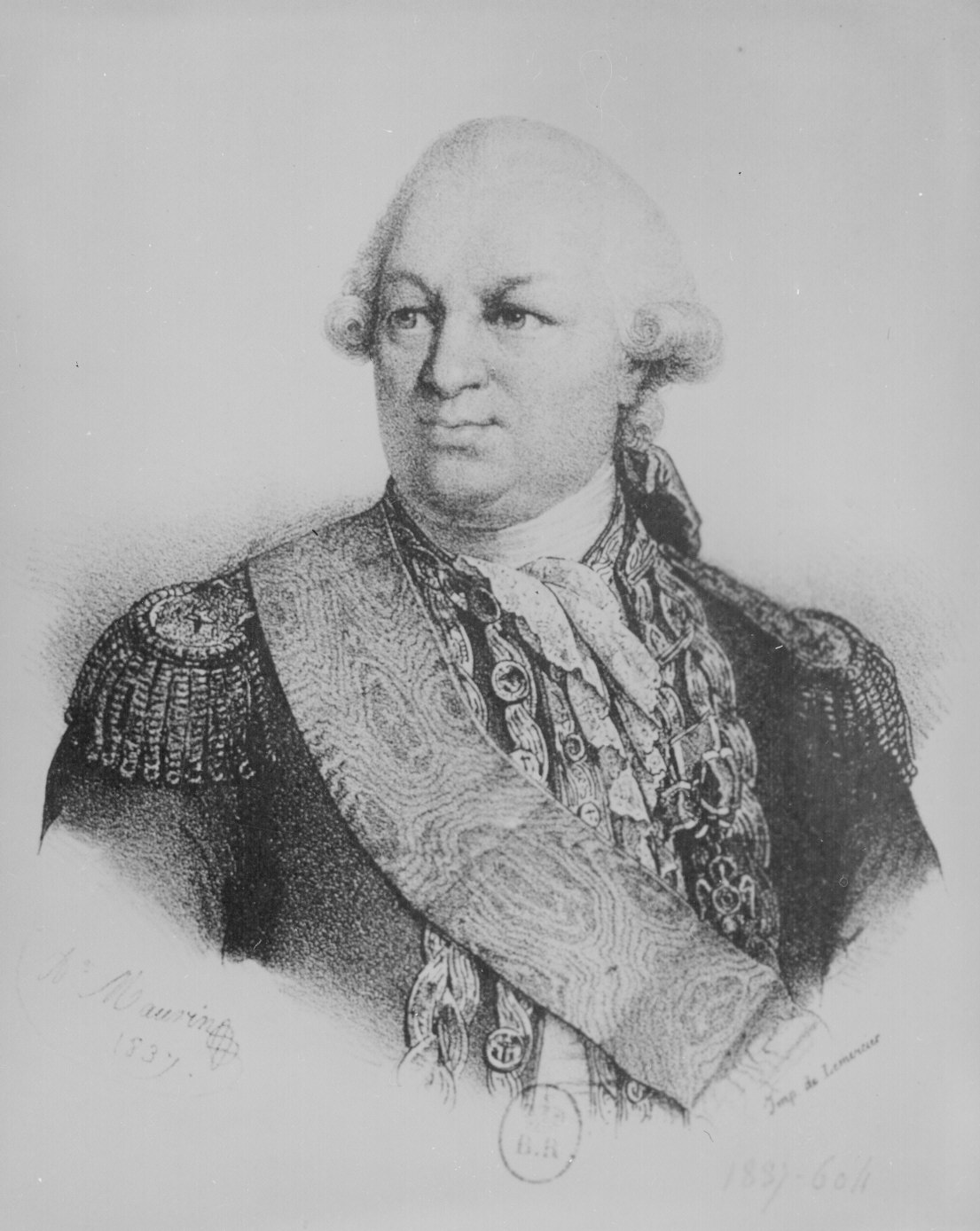
그라스
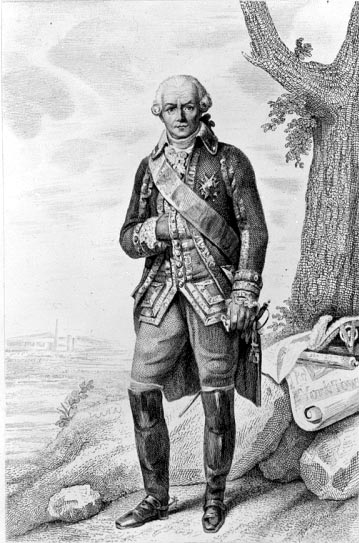
로샹보

## 추가 자료
- Stockley, Andrew (2001). Britain and France at the Birth of America: The European Powers and the Peace Negotiations of 1782–1783. Exeter: University of Exeter Press. ISBN 0859896153.